# Титанат стронция
Титанат стронция — кристалл с химической формулой SrTiO3, имеющий структуру перовскита. Встречается в природе в виде минерала таусонита (названного в честь Л. В. Таусона — советского геохимика).

## Свойства
Бесцветные кристаллы или порошок.
Является типичным представителем «виртуальных сегнетоэлектриков», в которых при понижении температуры
наблюдаются все признаки приближающегося сегнетоэлектрического фазового перехода, но сам переход в сегнетоэлектрическое состояние не происходит даже при самых низких температурах — вещество остаётся параэлектриком.
В монокристаллах титаната стронция диэлектрическая проницаемость при 4 K достигает значения 41 900. При охлаждении ниже 105 K испытывает структурный фазовый переход из кубической (пр. гр. Pm3m) в тетрагональную (пр. гр. I4/mcm) структуру кристалла.
Титанат стронция SrTiO3 не растворяется в воде, однако переходит в раствор под действием горячей концентрированной серной кислоты. Его получают спеканием оксидов стронция и титана при 1200—1300° С или соосажденных труднорастворимых соединений стронция и титана выше 1000° С. Титанат стронция применяют как сегнетоэлектрик, он входит в состав пьезокерамики. В технике сверхвысоких частот он служит в качестве материала для диэлектрических антенн, фазовращателей и других устройств. Плёнки из титаната стронция используют при изготовлении нелинейных конденсаторов и датчиков инфракрасного излучения. С их помощью создают слоистые структуры диэлектрик — полупроводник — диэлектрик — металл, которые применяются в фотоприемниках, запоминающих устройствах и других приборах. При низких температурах является сверхпроводником

## Применение
Используется как компонент при изготовлении сегнетоэлектрической керамики и как нелинейный диэлектрический материал. Монокристаллы SrTiO3 широко используются в качестве подложек для выращивания тонких плёнок высокотемпературных сверхпроводников и сегнетоэлектриков.
Как материал, имеющий близкий к алмазу показатель преломления (равный 2,41), используется для изготовления ювелирных украшений (как искусственный драгоценный камень).